# Озеро Смутку
Озеро Смутку (лат. Lacus Doloris) — невелике місячне море в центральній частині видимого місячного диска, на північний захід від Моря Ясності на території «Землі Снігів» (лат. Terra Nivium).
Селенографічні координати 16°48′ пн. ш. 8°37′ сх. д. / 16.8° пн. ш. 8.61° сх. д., діаметр близько 103 км. На південь від Озера Печалі розташовується кратер Манілій, на схід — Озеро Радості.